# La Mancia (vino)

La localizzazione della zona di produzione

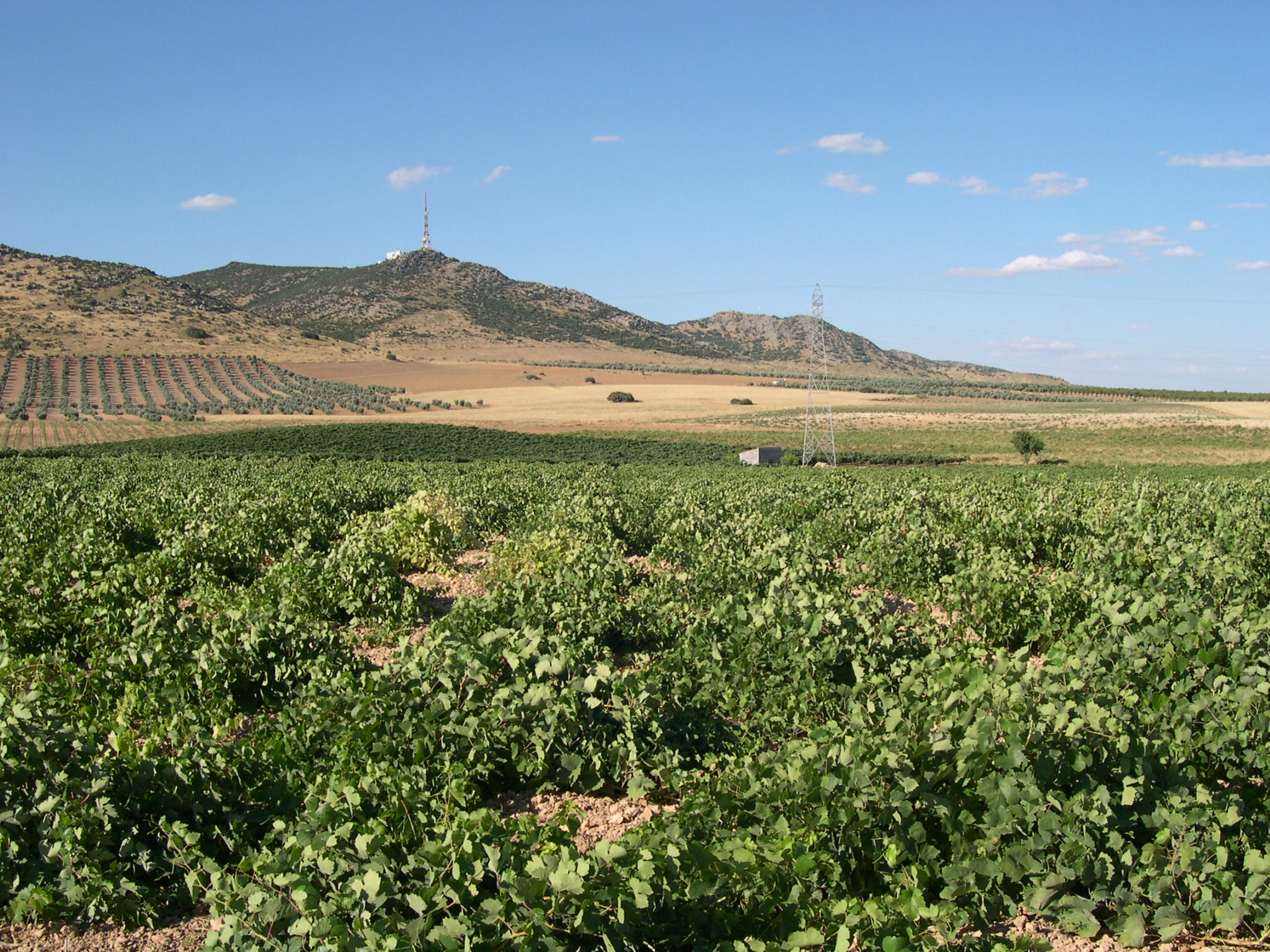
Vigneto a Ciudad Real

La Mancia (in spagnolo La Mancha) è una denominazione di origine di vino proveniente da una zona vinicola che occupa la gran parte delle province di Toledo, Albacete, Cuenca e Ciudad Real nella Comunità autonoma di Castiglia-La Mancia.
Situata tra i fiumi Guadiana, Tajo e Jucar costituisce il vigneto più grande del mondo con 400.000 ettari di vigne, di cui circa 170.000 hanno il marchio D.O. La Mancha che rende anche la denominazione d'origine registrata con più vigneti di Spagna, e per questo è anche conosciuta come la Cantina d'Europa.
Comprende in totale 182 comuni e più di 250 cantine, di cui molte di esse di grandi dimensioni.

## Caratteristiche dei vini
- Rossi: vini da 11,5º a 13º di gradazione.
- Rosati: vini da 10,5º a 13º di gradazione.
- Bianchi: vini da 10,5º a 13º di gradazione.
- Spumanti: secchi, semi-sechi, dolci, extra-secchi y extra-brut, di aromi fruttati.
- Dolci naturalmente: grado alcolico naturale superiore a 15% vol. e il grado alcolico volumetrico acquisito non inferiore a 13 % vol.
- Vinos de aguja

## Varietà di uva
- Bianche: Airén, Macabeo, Chardonnay, Sauvignon blanc, Verdejo, Moscatel de grano menudo, Pedro Ximénez, Parellada, Torrontés, Gewürztraminer, Riesling e Viognier.
- Rosse: Tempranillo, Garnacha, Moravia, Cabernet Sauvignon, Syrah, Merlot, Petit Verdot, Graciano, Malbec, Cabernet Franc e Pinot noir.